# Rio Aga
O rio Aga (em russo:  Ага; Buryat, Aga gol) é um rio no Krai de Zabaykalsky, na Rússia. Desagua no rio Onon.